# Troels Harry
Troels Harry (né le 25 décembre 1990) est un curleur danois.

## Biographie
En août 2013, Troels Harry est sélectionné pour représenter le Danemark lors du tournoi masculin de curling aux Jeux olympiques de 2014, aux côtés de Rasmus Stjerne, Mikkel Poulsen, Johnny Frederiksen et Lars Vilandt.

## Palmarès

### Championnats du monde
| Édition    | Bâle 2016 |
| Classement | Argent    |

### Championnats d'Europe
| Édition    | Champéry 2010 | Moscou 2011 |
| Classement | Argent        | Bronze      |